# Metrojet (linha aérea russa)
Metrojet (IATA: 7K, ICAO: KGL), também conhecida como Kogalymavia (russo: ООО «Авиакомпания Когалымавиа»), é uma companhia aérea charter russa, com sede em Kogalym. A sua base é o Aeroporto Internacional de Domodedovo, em Moscou. A companhia aérea suspendeu as suas operações temporariamente após o voo Kogalymavia 9268 em 31 de outubro de 2015.